# بردگار
بردگار (به انگلیسی: Bredgar) یک روستا و محله مدنی در بریتانیا است که در Swale واقع شده‌است. بردگار ۶۵۹ نفر جمعیت دارد.